# Aviatik C-Typen

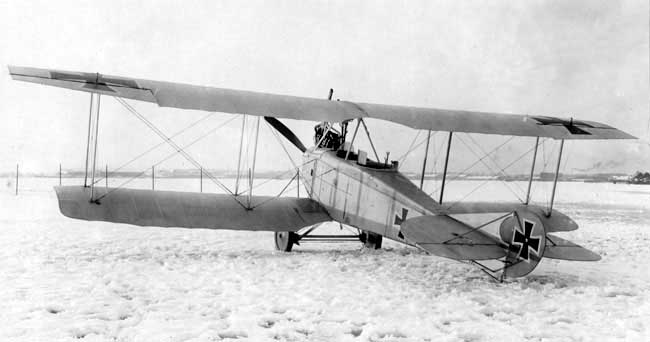
Aviatik C.I

Die Aviatik C-Typen – nicht zu verwechseln mit den späteren C-Typen der Österreichischen Aviatik – waren Militärflugzeuge der deutschen Fliegertruppe im Ersten Weltkrieg. Besondere Bedeutung hatte die Aviatik C.I, da sie auf deutscher Seite als erster mit MG bewaffneter Kampfzweisitzer mit Zugpropeller im Gefecht zum Einsatz kam.

## Entwicklung
Als ab Oktober 1914 an der Westfront immer mehr deutsche Flugzeuge von mit MG bewaffneten Gegnern angegriffen wurden und Anfang 1915 das MG nahezu standardmäßig zur Bewaffnung alliierter Maschinen gehörte, forderten die deutschen Feldflieger dringend die Bewaffnung ihrer eigenen Flugzeuge.
Das erste entsprechend bewaffnete Flugzeug war die Aviatik C.I (Werksbezeichnung P.25), vom Boden aus leicht erkennbar an dem für die Aviatiks typischen herzförmigen Höhenleitwerk. Ihr Hersteller, die Aviatik Automobil- und Flugapparatefabrik, hatte dazu lediglich den bereits seit 1914 an der Front eingesetzten unbewaffneten Kavalleriedoppeldecker Aviatik B.I für Aufklärungseinsätze leicht modifiziert: Dessen Kühler wurde verändert und von den Rumpfseiten unter den Oberflügel verlegt, um Platz für das bewegliche Beobachter-MG zu schaffen.
In der Version C.Ia war der Beobachter und MG-Schütze (im Fliegerjargon: Franz) wie bei den B-Typen noch vor dem Flugzeugführer (im Fliegerjargon: Emil) platziert, was die Handhabung des MGs zwischen Tragflächen, Streben und Spanndrähten erheblich erschwerte. Bei der C.Ib tauschten Franz und Emil die Plätze; der Flugzeugführer wurde in das vordere, der Beobachter in das hintere Cockpit platziert. Diese Anordnung wurde zum Standard aller bewaffneter Zweisitzer.
Die Tragflächen, der Rumpf und das Leitwerk des zweistieligen Doppeldeckers bestanden vorwiegend aus Holz mit Stoffbespannung. Die Motorzelle wich davon ab. Sie war bis zur Vorderkante der unteren Tragfläche mit Aluminium beplankt. Das Flugzeug hatte einen starren Hecksporn.
An der Produktion der Aviatik C.I war die Hannoversche Waggonfabrik (Hawa) beteiligt, die 146 Flugzeuge dieses Typs in Lizenz fertigte.
Die als Übergangslösung gedachte C.I wurde 1915 zur C.II mit stärkerem Motor weiterentwickelt. Etwa 40 Flugzeuge wurden gebaut.
Es folgte die C.III. Gegenüber der C.I erhielt sie ein geändertes Abgassystem und eine Propellerhaube. Die Tragflügelfläche wurde verringert. Der Beobachter erhielt ein zweites MG, so dass auf beiden Seiten des Cockpits ein MG zur Verfügung stand. Das Flugzeug erhielt wieder den Mercedes-D-III-Motor, der bereits bei der C.I eingebaut war. Trotz der geringen Motorleistung konnte aufgrund der Umkonstruktion eine um 13 Prozent höhere Geschwindigkeit erreicht werden. Außerdem hatte sich die Steiggeschwindigkeit auf 1000 m fast verdoppelt.
Über eine C.IV ist nichts bekannt.
1916 folgte die Aviatik C.V mit 180 PS Argus-As-III-Reihenmotor mit Verkleidung. Die Bewaffnung bestand aus einem nach vorne gerichteten MG Spandau (LMG 08/15) und einem beweglichen Parabellum-MG. Es wurde nur ein Prototyp gebaut.
Die noch stärkere C.VI war ein Lizenznachbau der DFW C.V.
1917 folgte die C.VIII, wieder mit dem 160 PS starken Mercedes-D-III-Motor. Das Flugzeug war mit einer großen Propellerhaube ausgestattet. Es war ein einstieliger Doppeldecker mit einem Ausschnitt in der Hinterkante der oberen Tragfläche. Dadurch ergab sich eine bessere Sicht für den Piloten. Heckteil und Fahrwerk ähnelten den vorhergegangenen Aviatik-Typen.
1918 erschien schließlich die C.IX mit einem 200 PS Benz-Bz.IV-Reihenmotor. Aviatik baute nur noch drei Prototypen dieses Musters. Zwei dieser Maschinen hatten Querruder an beiden Tragflächen, eines nur an der oberen Tragfläche.

## Einsatz
Über den Einsatz der Aviatik C-Typen ist wenig bekannt. Sie waren jedoch als Aufklärungs- und Beobachtungsflugzeuge, aber auch als Bomber an allen Fronten im Einsatz. Aufgrund der besseren Bewaffnung wurde die C.III als Begleitflugzeug für unbewaffnete Aufklärungsmaschinen eingesetzt.
Ein Aviatik-Zweisitzer fiel in russische Hände und diente 1916 als Vorbild der russischen Anatra-D-Zweisitzer. Eine weitere wurde von belgischen Truppen 1916 durch Treffer zur Landung gezwungen; diese Aviatik C.I mit der Seriennummer C 227/16 ist im Musée Royal de l’Armee in Brüssel ausgestellt und die einzige erhaltene Maschine dieses Typs.

## Technische Daten Aviatik C.I–III und C.IX
| Kenngröße                                 | C.I                     | C.II                    | C.III                   | C.IX                                                                              |
| ----------------------------------------- | ----------------------- | ----------------------- | ----------------------- | --------------------------------------------------------------------------------- |
| Einsatz                                   | 1915                    | 1915–1916               | 1916                    | 1918                                                                              |
| Besatzung                                 | 2                       | 2                       | 2                       | 2                                                                                 |
| Länge                                     | 7,93 m                  | 6,95 m                  | 8,08 m                  |                                                                                   |
| Spannweite                                | 12,50 m                 | 11,80 m                 | 11,80 m                 |                                                                                   |
| Höhe                                      | 2,95 m                  | 2,95 m                  | 2,95 m                  |                                                                                   |
| Flügelfläche                              | 43,0 m²                 | 35,0 m²                 | 35,0 m²                 |                                                                                   |
| Leermasse                                 | 750 kg                  |                         | 980 kg                  | 980 kg                                                                            |
| Startmasse                                | 1242 kg                 |                         | 1340 kg                 | 1340 kg                                                                           |
| wassergekühlter Sechszylinder-Reihenmotor | Benz Bz III, 160 PS     | Benz Bz IV, 220 PS      | Mercedes D III, 160 PS  | Benz Bz.IV, 200 PS                                                                |
| Höchstgeschwindigkeit                     | 142 km/h                | 155 km/h                | 160 km/h                | 160 km/h                                                                          |
| Steigzeit auf 1000 m                      | 12 min                  |                         | 7 min                   |                                                                                   |
| Steigzeit auf 2000 m                      | 21 min                  |                         |                         |                                                                                   |
| Steigzeit auf 3000 m                      |                         |                         | 25 min                  |                                                                                   |
| Steigzeit auf 3500 m                      | 55 min                  |                         |                         |                                                                                   |
| Steigzeit auf 4500 m                      |                         |                         | 55 min                  |                                                                                   |
| praktische Gipfelhöhe                     | 3500 m                  |                         | 4500 m                  | 4500 m                                                                            |
| Reichweite                                | 450 km                  |                         | 480 km                  |                                                                                   |
| maximale Flugdauer                        | 3 h                     |                         | 3 h                     |                                                                                   |
| Bewaffnung (MG)                           | 1 MG 7,92 mm Parabellum | 1 MG 7,92 mm Parabellum | 1 MG 7,92 mm Parabellum | 1 starres, synchronisiertes LMG 08/15 7,92 mm 1 bewegliches MG 7,92 mm Parabellum |